# Yu Zhuocheng
Yu Zhuocheng (kinesiska: 余卓成), född den 7 december 1975 i Guangdong, är en kinesisk simhoppare.
Han tog OS-silver i svikthopp i samband med de olympiska simhoppstävlingarna 1996 i Atlanta.